# Cattedrale di San Basilio
La cattedrale dell'Intercessione della Madre di Gesù sul Fossato (in russo Собор Покрова Пресвятой Богородицы на Рву?, Sobor Pokrova Presbjatoj Bogorodicy na Rvu), popolarmente nota come cattedrale di San Basilio (in russo Храм Василия Блаженного?, Chram Vasilija Blažennovo), è una cattedrale della Chiesa ortodossa russa eretta sulla Piazza Rossa di Mosca tra il 1555 e il 1561 (XVI). Costruita per volontà di Ivan il Terribile per commemorare la presa di Kazan' e Astrachan', l'edificio rappresenta il centro geometrico della città e il fulcro della sua crescita già dal XIV secolo. È stato il più alto edificio della città di Mosca fino al completamento della Grande Torre Campanaria di Ivan il Grande, avvenuto nel 1600.
L'edificio originale, noto come la chiesa della Trinità e successivamente come cattedrale della Trinità, constava di otto chiese laterali distribuite intorno alla nona, centrale, chiesa dell'Intercessione; la decima chiesa fu eretta nel 1588 sopra la tomba del venerato stolto Basilio il Benedetto. Durante il XVI e il XVII secolo la cattedrale, percepita come il simbolo in terra della Città celeste, era popolarmente conosciuta come Gerusalemme e rappresentava un'allegoria del Tempio di Gerusalemme durante l'annuale parata della Domenica delle palme capeggiata dal patriarca di Mosca e dallo zar.
Il disegno dell'edificio, la cui forma ricorda «le fiamme di un falò che sale verso il cielo», non ha analoghi nell'architettura russa: «Non è come nessun altro edificio russo. Niente di simile può essere trovato nell'intero millennio di tradizione bizantina intercorso tra il V e il XV secolo… una stranezza che lascia attoniti per l'imprevedibilità, la complessità e l'abbagliante fioritura dei dettagli riprodotti nel suo disegno.» La cattedrale anticipò il climax dell'architettura nazionale russa del XVII secolo, ma non è mai stata riprodotta direttamente.
La cattedrale ha operato come divisione del Museo Storico di Stato già dal 1928. Fu completamente secolarizzata nel 1929 e, al 2009, risulta ancora una proprietà della Federazione russa. Dal 1990 la cattedrale è annoverata tra i Patrimoni dell'umanità della lista UNESCO, insieme con il Cremlino di Mosca.

## Denominazione

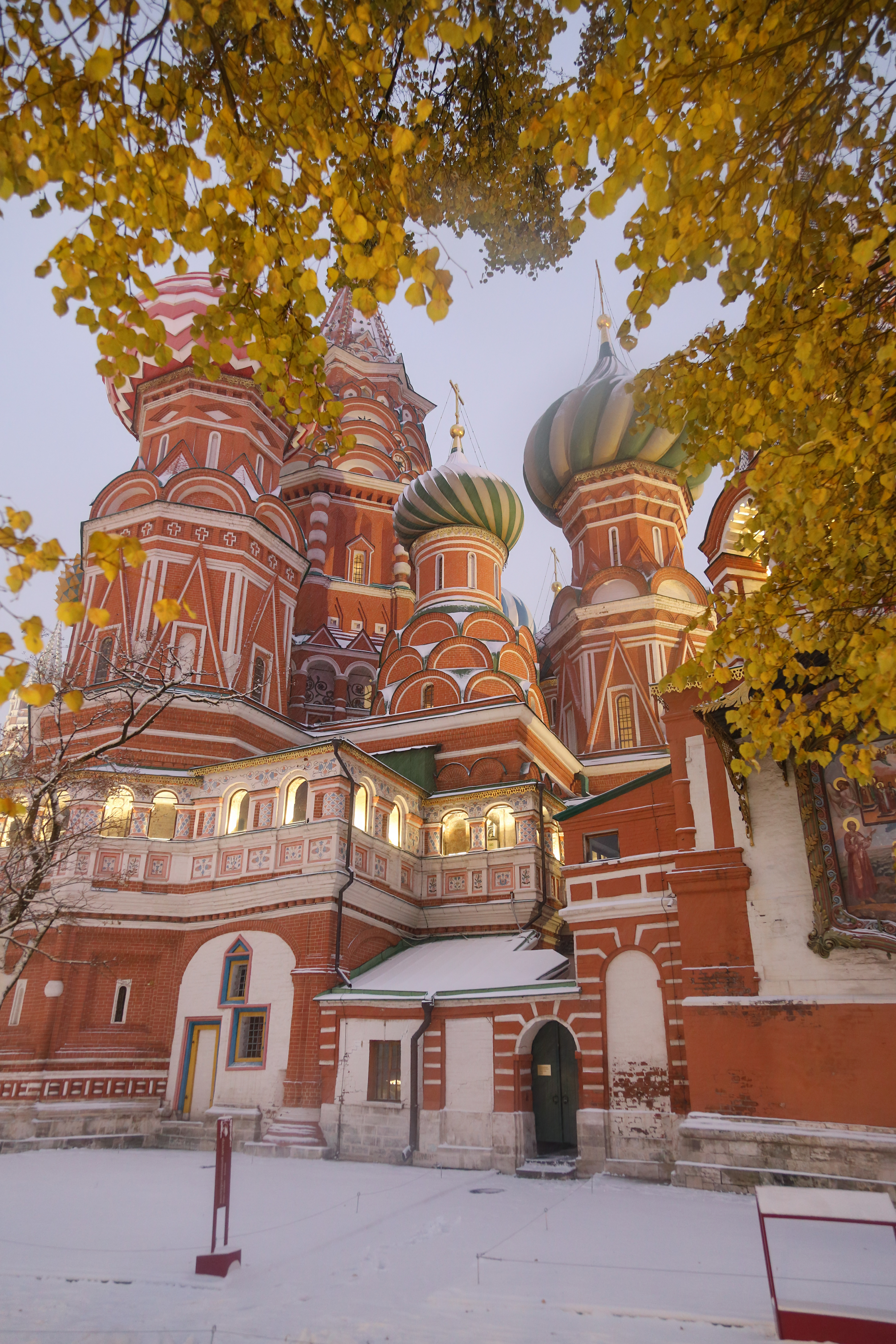
Cattedrale di San Basilio, Mosca

L'edificio, noto in origine come chiesa della Trinità, fu consacrato il 12 luglio 1561, e in seguito elevato al rango di sobor (simile alla Basilica della Chiesa cattolica, ma spesso tradotta come cattedrale). Trinità, secondo la tradizione, si riferisce al più orientale santuario della Trinità, mentre il santuario centrale della cattedrale è dedicato all'Intercessione di Maria. Insieme con il santuario più occidentale dell'Ingresso in Gerusalemme, questi santuari creano l'asse principale ovest-est (Cristo, Maria, Trinità), mentre gli altri santuari sono dedicati a specifici santi.
| Punto Cardinale              | Tipologia         | Dedica | Commemorazione                                                  |
| ---------------------------- | ----------------- | --- | --------------------------------------------------------------- |
| Nucleo centrale              | Copertura a tenda | Intercessione della santissima Theotókos                                                                  | Inizio del decisivo assedio di Kazan', 1º ottobre 1552          |
| Ovest                        | Colonnata         | Ingresso di Cristo in Gerusalemme                                                                         | Trionfo delle truppe moscovite                                  |
| Nord-Ovest                   | Volta a crociera  | San Gregorio Illuminatore, apostolo dell'Armenia                                                          | Presa della Torre Ars del Cremlino di Kazan', 30 settembre 1552 |
| Nord                         | Colonnata         | Santi Martiri Cipriano e Giustinia (dal 1786 dedicata ai Santi Adriano e Natalia di Nicomedia)            | Completa cattura del Cremlino di Kazan', 2 ottobre 1552         |
| Nord-Est                     | Volta a crociera  | Tre Patriarchi di Alessandria (dal 1680 San Giovanni l'Elemosiniere)                                      | Sconfitta della cavalleria di Epanča, 30 agosto 1552            |
| Est                          | Colonnata         | Trinità datrice di vita                                                                                   | Chiesa storica della Trinità presente sul medesimo sito         |
| Sud-Est                      | Volta a crociera  | Sant'Aleksandr Svirskij                                                                                   | Sconfitta della cavalleria di Epanča, 30 agosto 1552            |
| Sud                          | Colonnata         | Icona di San Nicola dal fiume Velikaja (Nikola Velikoreckij)                                              | Miracoloso ritrovamento della stessa                            |
| Sud-Ovest                    | Volta a crociera  | San Barlaam da Chutyn                                                                                     | Incerta, probabilmente commemorazione di Basilio III di Russia  |
| Annessione a Nord-Est (1588) | Volta a crociera  | Basilio il Benedetto                                                                                      | Tomba del santo                                                 |
| Annessione a Sud-Est (1672)  | Volta a crociera  | Giacitura del velo (dal 1680: Natività della Madre di Gesù, dal 1916: San Giovanni il Benedetto da Mosca) | Tomba del santo                                                 |

Il nome cattedrale dell'Intercessione divenne d'uso in epoca successiva, in coesistenza con Cattedrale della Trinità. Tra la fine del XVI secolo e la fine del XVII la cattedrale veniva inoltre chiamata popolarmente Gerusalemme, in riferimento alla sua chiesa dell'Entrata in Gerusalemme e al ruolo sacro da essa ricoperta durante i rituali religiosi. Infine, venne collegato alla cattedrale dall'inizio del XVII secolo il nome di Basilio il Benedetto, che era morto durante la costruzione della stessa e dentro essa è seppellito.
Attualmente, la tradizione russa accetta la coesistenza di due denominazioni per la cattedrale: cattedrale dell'Intercessione della Santissima Madre di Gesù sul Fossato, che è anche l'intitolazione ufficiale, e Tempio di Basilio il Benedetto. Quando questi nomi sono entrambi indicati, (come in) l'attestazione successiva, in quanto informale, è sempre menzionata per seconda.

## Progettazione e costruzione

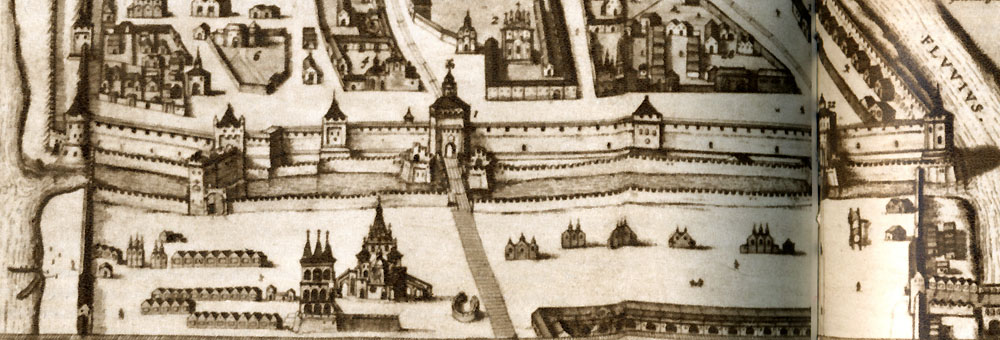
Piazza Rossa, inizio XVII secolo. Particolare dell'Atlas Maior. La struttura con tre tetti a tenda in primo piano sulla sinistra è l'originale campanile distaccato della cattedrale della Trinità, disegnato fuori scala. La cattedrale della Trinità si trova dietro questo, leggermente più vicino alla strada partendo dalla Porta del Salvatore del Cremlino. L'oggetto a forma di ferro di cavallo vicino alla strada in primo piano è la Lobnoe Mesto.

### L'ordinanza di Ivan IV
Il sito della Cattedrale è stato storicamente un'importante area mercatale tra la Torre Spasskaja (del Salvatore) del Cremlino di Mosca e il posad, un insediamento abitativo posto all'esterno. Il centro del mercato era segnato dalla chiesa della Trinità, costruita della stessa pietra bianca utilizzata per il Cremlino di Demetrio di Russia e le sue cattedrali. Lo zar Ivan IV soprannominato "il terribile" segnò ogni vittoria durante la Guerra russo-kazana con la costruzione di una chiesa memoriale in legno vicino ai muri della chiesa della Trinità; entro la fine della campagna contro il Khanato di Astrachan' la chiesa era letteralmente circondata da una corona di sette chiese lignee.
Secondo lo stringato resoconto delle Cronache di Nikon, durante l'autunno del 1554 Ivan ordinò la costruzione di una chiesa dell'Intercessione in legno sullo stesso sito, "sul fossato". Un anno dopo, lo stesso Ivan IV ordinò la costruzione di una nuova cattedrale in luogo della chiesa della Trinità, che avrebbe commemorato le proprie campagne. La dedica di una chiesa a una vittoria militare fu una "significativa innovazione" per i moscoviti. La collocazione della chiesa al di fuori delle mura del Cremlino fu una mossa politica in favore degli abitanti del posad, e contraria ai boiardi.
L'identità dell'architetto (o degli architetti) è sconosciuta. La tradizione riporta che la cattedrale venne costruita da due architetti, Barma e Postnik: il Registro Ufficiale per il Patrimonio Culturale Russo indica "Barma e Postnik Jakovlev (in russo Постник Яковлев?)". Gli studiosi sostengono che entrambi i nomi potrebbero riferirsi alla medesima persona, Postnik Jakovlev, o, in alternativa, Ivan Jakovlevič Barma (Varfolomej). La leggenda riporta che Ivan abbia accecato l'architetto di modo tale che non fosse più in grado di ricreare l'opera in qualche altra parte del mondo, sebbene il vero Postnik Jakovlev risultò attivo ancora almeno fino agli anni sessanta del Cinquecento. Risulta evidente l'operato di lapicidi provenienti da Pskov.

### Fonti e radici

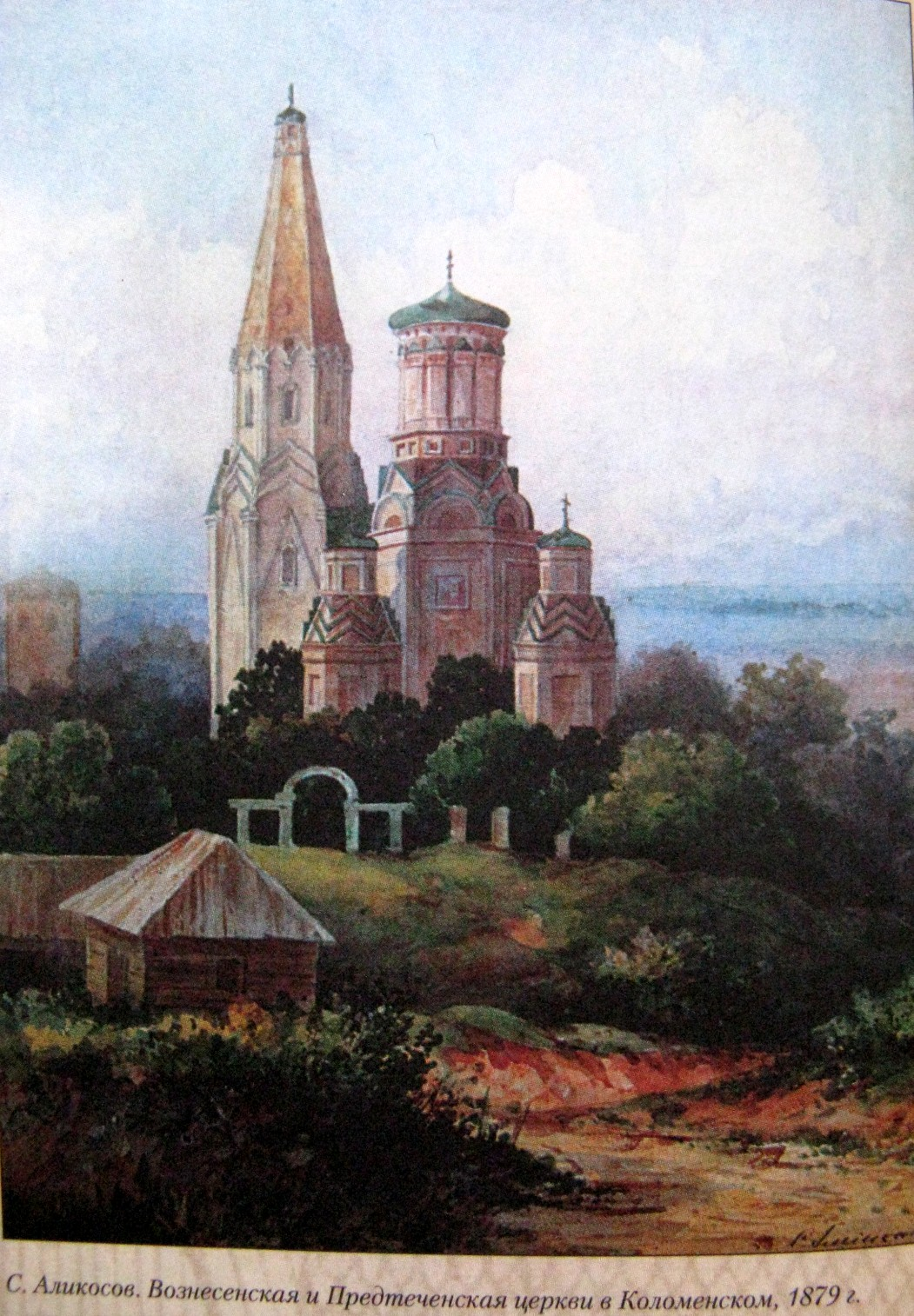
Le chiese di Kolomenskoe (1530 ca.) e Djakovo (1540 ca.), probabili precorritrici della Cattedrale della Trinità (Sergej Alikosov, 1879)

La cattedrale non ha analoghi, nemmeno remoti, nella precedente, contemporanea e perfino successiva tradizione culturale bizantina o moscovita; è infatti oggetto di discussione la fonte da cui possano aver tratto ispirazione Barma e Postnik. Eugène Viollet-le-Duc rifiutò l'ipotesi di origini europee per la cattedrale; secondo lo stesso, gli archi a mensola sono da ricondurre alla traduzione bizantina e, a ritroso, asiatica. Una moderna ipotesi "asiatica" vuole vedere la cattedrale come la ricostruzione della moschea di Qolsharif, distrutta dalle truppe russe dopo l'assalto di Kazan'.
Diversi scrittori russi del XIX secolo, a partire da Ivan Zabelin, enfatizzarono l'influenza vernacolare delle chiese lignee del Nord della Russia; i loro motivi sono stati reinterpretati in chiave muraria, in particolare nelle chiese votive che non richiedevano l'accoglienza di un pubblico numeroso. Lo storico David Watkin scrisse inoltre di una miscela di radici russe e bizantine, definendo la cattedrale come il "climax" dell'architettura vernacolare russa in legno.
La cattedrale combina il disegno a livelli scaglionati della prima parte (1505-1508) del Campanile di Ivan il Grande, la copertura centrale della chiesa dell'Ascensione di Kolomenskoe (1530 circa) e la forma cilindrica della chiesa della Decollazione di Giovanni Battista a Djakovo (1547), ma anche l'origine di questi edifici unici è analogamente oggetto di dibattito. La chiesa di Kolomenskoe, secondo Sergej Podjapolskij, fu costruita dall'italiano Petrok Maly (in russo Пётр Малой Фрязин?), sebbene la storia ufficiale non abbia ancora accettato questa proposta. Andrej Batalov indica il completamento della chiesa di Djakovo tra gli anni 1547 e gli anni settanta del Cinquecento, sottolineando come quindi all'epoca la Cattedrale della Trinità non avesse predecessori tangibili.
Dmitrij Švidkovskij suggerì come le "improbabili" forme della Cattedrale dell'Intercessione e della chiesa dell'Ascensione di Kolomenskoe avrebbero potuto essere la manifestazione di un'emergente rinascita nazionale, frutto della fusione di elementi moscoviti con l'influenza del Rinascimento italiano. Una folta schiera di architetti e artigiani italiani lavorò con assiduità tra il 1474 e il 1539, così come molti rifugiati greci giunsero in città dopo la caduta di Costantinopoli. Questi due gruppi, secondo lo Švidkovskij, aiutarono i governanti moscoviti nel rafforzare la dottrina della Terza Roma che, di conseguenza, prevedeva l'assimilazione di più elementi possibile dalle culture greca e italiana. Švidkovskij notò inoltre la somiglianza tra la planimetria della cattedrale e le piante elaborate da Antonio da Sangallo il Giovane e Donato Bramante, ma ancor di più lo stretto legame con il Trattato di architettura di Filarete. Altri studiosi russi notarono anche collegamenti con i disegni di Leonardo da Vinci, sebbene questi non avrebbero potuto esser conosciuti nella Mosca di Ivan IV. Nikolaj Brunov, infine, riconobbe l'influenza dei prototipi, ma non la loro incisività; sosteneva infatti che già alla metà del XVI secolo Mosca era fornita di architetti locali esperti della tradizione italiana, sia nel disegno architettonico sia nell'uso della prospettiva, ma che questa cultura andò persa durante il Periodo dei torbidi.
Andrej Batalov scrisse che, a giudicare dalla quantità di elementi originali introdotti con la Cattedrale della Trinità, è molto probabile che la stessa sia opera di maestranze germaniche. Batalov e Švidkovskij sottolinearono come durante il regno di Ivan, inglesi e germanici sostituirono gli italiani, sebbene l'influenza germanica raggiunse il suo picco in seguito, durante il regno di Michele di Russia. L'ipotesi dell'influenza germanica è indirettamente supportata dai piloni a bugnato della chiesa centrale, fattore molto più comune all'epoca nei paesi del Nord Europa piuttosto che in Italia.
L'edizione accademica del 1983 dei Monumenti architettonici di Mosca, si pone come mediatrice: la cattedrale è, probabilmente, un prodotto della complessa interazione di distinte tradizioni russe di architettura in legno e in muratura, con l'introduzione di alcuni elementi presi in prestito dalle opere degli italiani attivi all'epoca a Mosca. Nello specifico, soprattutto l'apporto costruttivo nelle volte laterizie pare prettamente italico.

### Distribuzione

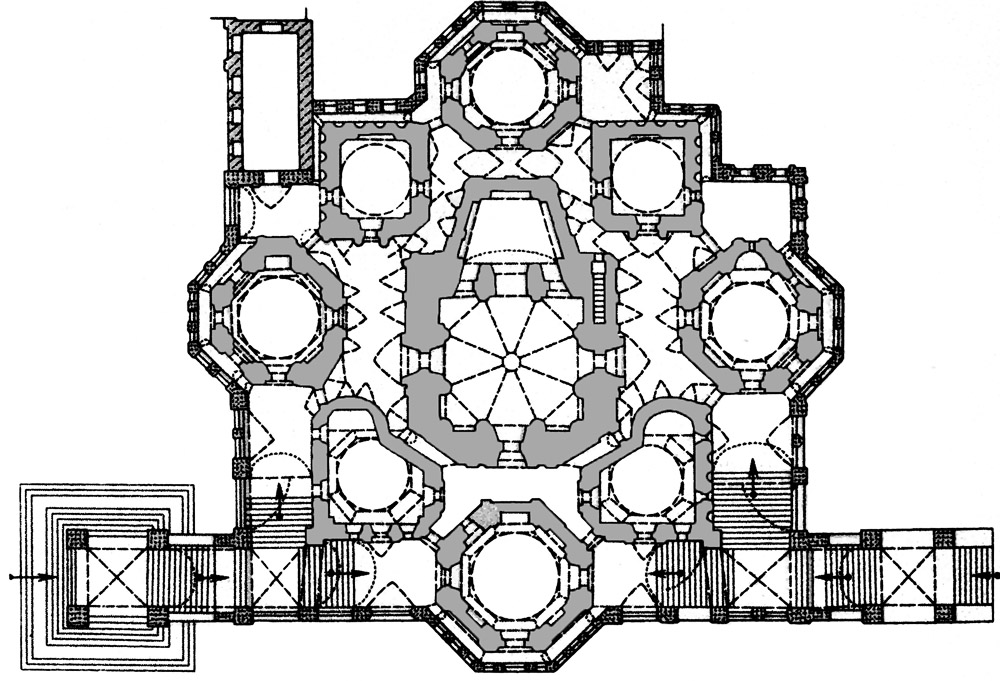
Pianta del primo piano (in basso la facciata occidentale). Si nota la sporgenza della sala centrale verso le torri angolari.

Invece di seguire pedissequamente l'originale disposizione (sette chiese intorno al nucleo centrale), gli architetti di Ivan IV optarono per una planimetria simmetrica con otto chiese laterali intorno al centro, creando una "planimetria assolutamente coerente ed accurata" nonostante la successiva erronea "nozione di una struttura carente di contegno o raziocinio" influenzata dalla memoria delle irragionevoli atrocità commesse da Ivan durante il proprio regno. Il nucleo centrale e le quattro chiese maggiori, posizionate in corrispondenza dei punti cardinali, sono ottagonali, mentre le quattro chiese minori poste lungo le diagonali sono invece quadrangolari, sebbene la loro forma sia all'esterno difficilmente intuibile a causa delle successive addizioni. Le chiese maggiori si poggiano saldamente sulle massicce fondazioni, mentre le chiese minori vennero costruite sopra una piattaforma rialzata, come se fossero sospese rispetto al terreno.
Sebbene le chiese laterali siano disposte in perfetta simmetria, la cattedrale nel suo complesso non è simmetrica. La chiesa maggiore, centrale, è stata appositamente prolungata verso ovest rispetto al centro geometrico delle chiese laterali, per poter ospitare la grande abside sul lato orientale. Come risultato di questa calcolata asimmetria, la vista da nord e da sud mostra un complesso dalla forma sviluppata su molti assi, mentre la facciata occidentale, rivolta verso il Cremlino, appare tradizionalmente simmetrica e monolitica. Questa percezione è rinforzata anche dalle caditoie e dalla cornice con mensole della chiesa occidentale dell'Entrata in Gerusalemme, che rispecchiano le reali fortificazioni del Cremlino.
All'interno della cattedrale si trova un labirinto di corridoi voltati e cilindri verticali delle varie chiese. La maggiore, la chiesa centrale dell'Intercessione, è alta 46 metri, ma ha una superficie pavimentata di soli 64 m². Ciononostante, è più larga e più ariosa rispetto alla chiesa di Kolomenskoe, caratterizzata da murature eccezionalmente spesse. I corridoi funzionavano da sagrati interni; il corridoio occidentale, adornato con un soffitto a cassettoni, è doppio come il nartece.
Il campanile separato dell'originale Cattedrale della Trinità si trovava a sud o a sud-ovest della struttura principale. I piani di fine XVI secolo e di inizio XVII portarono a una struttura semplice con tre tetti a tenda, probabilmente coperti con semplici fogli metallici. A oggi non sono sopravvissuti edifici di questo genere, sebbene ai tempi fossero comuni, e tali erano anche tutte le torri attraversabili della fortificazione di Skorodom. Il panorama dipinto da August von Meyerberg nel 1661 ci mostra un edificio differente, con un grappolo di piccole cupole a cipolla.

### Tecnologia

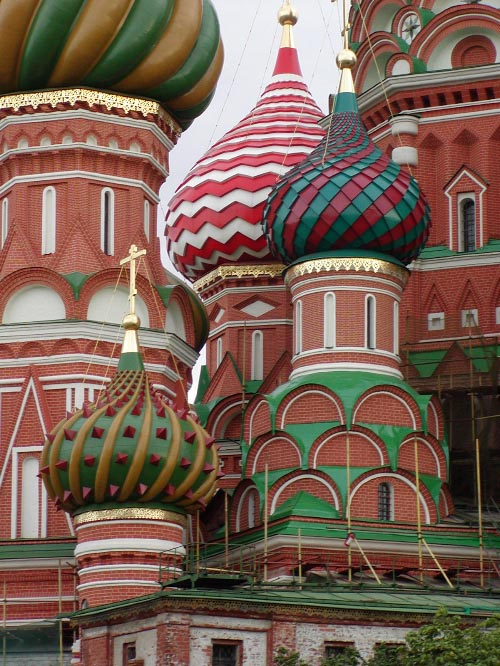
Un primo piano della muratura esterna rivela l'assenza di sculture o palesi simboli religiosi. La piccola cupola sulla sinistra appartiene al santuario di Basilio il Benedetto (1588).

Le fondazioni, secondo la tradizione della Mosca medievale, erano costruite in pietra bianca, mentre le chiese vere e proprie erano in mattoni rossi (28×14×8 cm), all'epoca un materiale relativamente inconsueto (il primo edificio accertato in mattoni costruito a Mosca, le nuove Mura del Cremlino, risalgono al 1485. Studi sulla struttura hanno mostrato come il livello basamentale sia perfettamente in piano - indicando così l'uso certo di strumenti e progetti professionali- mentre a ogni aggiunta di livello il tutto diventa sempre meno regolare. I restauratori che rimpiazzarono parte della muratura laterizia nel periodo 1954-1955 scoprirono che le massicce murature in laterizio nascondono diframmi interni in legno che corrono per l'intera altezza dell'edificio. Questa struttura lignea era stata eretta come modello spaziale in scala reale ed è stata poi gradualmente inclusa nella costruenda muratura.
I costruttori, affascinati dalla flessibilità della nuova tecnologia, usarono i mattoni come strumento decorativo sia all'interno sia all'esterno, lasciando la maggior muratura a vista possibile; quando la necessità richiedeva l'uso di muratura in pietra, questa veniva in seguito decorata con motivi ispirati dalla tessitura muraria pitturati su stucco. Un altro fattore di novità introdotto dalla cattedrale fu l'utilizzo di mezzi strettamente architettonici per la decorazione esteriore. Sculture e simboli sacri utilizzati nelle prime architetture russe sono completamente assenti, mentre gli ornamenti floreali sono in realtà aggiunte posteriori; per contro, la cattedrale mostra una varietà di elementi architettonici tridimensionali eseguiti in laterizio.

### Coloristica
La cattedrale acquisì gli attuali vividi colori solamente in fasi successive tra il 1680 e il 1848. L'atteggiamento russo verso il colore cambiò durante il XVII secolo in favore dei colori chiari; le icone e l'arte murale sperimentarono in questo periodo un'esplosiva espansione della gamma di pitture e coloranti disponibili e delle combinazioni tra questi. L'originale impostazione coloristica, in assenza di tali innovazioni, era molto meno impegnativa. Seguiva la descrizione della Città Celeste nell'Apocalisse di Giovanni:
(Apocalisse, 4:3 - 4:4)
I venticinque seggi dell'Apocalisse furono ricreati letteralmente: aggiungendo otto piccole cupole a cipolla intorno alla tenda centrale, quattro intorno alle chiese occidentali, più altre quattro, i costruttori crearono una chiesa con venticinque corone d'oro; questa disposizione sopravvisse fino a buona parte del XVII secolo. Le mura della cattedrale mescolavano semplici tessiture murarie, o imitazioni pittoriche delle stesse, con ornamenti bianchi, in misura all'incirca uguale. Le cupole, coperte con stagno, erano uniformemente dorate, creando una luminosissima, ma abbastanza tradizionale, combinazione di bianco, rosso e oro. L'uso moderato di ceramica blu e verde portò un tocco di arcobaleno, come prescritto dalla Bibbia.
Mentre gli storici concordano sulla colorazione delle cupole del XVI secolo, sono divisi su quanto concerne la loro forma. Boris Eding scrisse che queste, con buona probabilità erano della stessa forma a cipolla delle attuali cupole. A ogni modo, le chiese di Kolomenskoe e Djakovo presentano cupole emisferiche, ed è quindi possibili che la stessa tipologia fosse stata scelta da Barma e Postnik.

## Ruolo liturgico e sociale

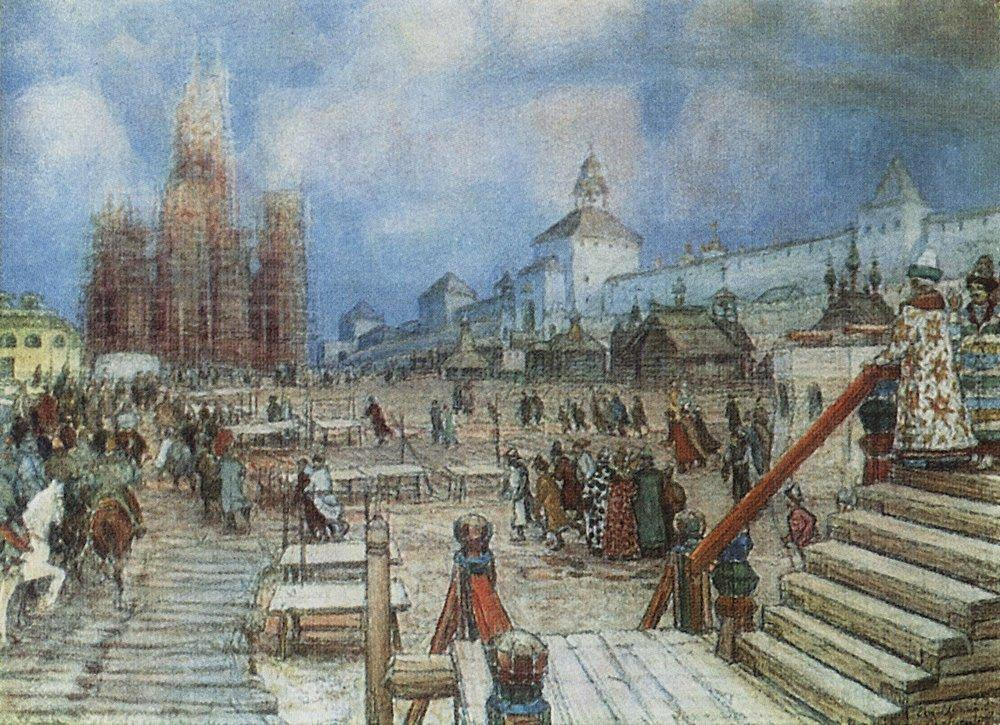
La Cattedrale della Trinità in fase di costruzione, Apollinarij Vasnecov, 1902.

### Il ritrovamento miracoloso
Il giorno della consacrazione la Cattedrale stessa divenne parte della taumaturgia ortodossa. Secondo la leggenda, la "mancante" nona chiesa (o, per la precisione, santuario) fu "miracolosamente trovata" durante una cerimonia cui stavano presenziando lo zar Ivan il Terribile, il Metropolita di Mosca, Macario e la divina interferenza di San Nicola. Il Cronista di Piskarëv scrisse nel secondo quarto del XVII secolo:
(Cronache di Piskarëv, 1560 (7068 secondo il Calendario bizantino))

### Allegoria di Gerusalemme

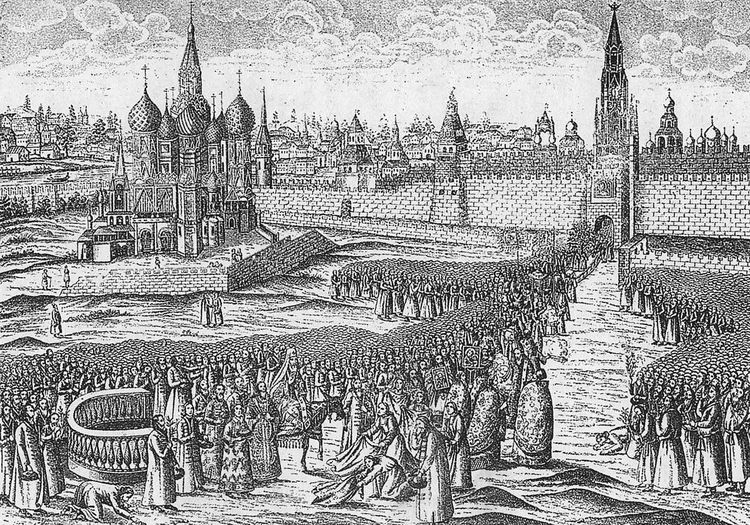
Processione della Domenica delle Palme (Stampa olandese, XVII secolo).

La costruzione di arcate avvolgenti il pian terreno, avvenuta durante gli anni ottanta del Seicento, unì visualmente le nove chiese della cattedrale originale in un unico edificio. In precedenza, il clero e il popolo percepivano la cattedrale come nove separate chiese costruite su un basamento comune, un'allegoria generalizzata della Città Celeste ortodossa, simile alle città di fantasia delle miniature medievali. Da una certa distanza, le svettanti chiese separate ma su una stessa base ricordano le torri e le cattedrali di una cittadella sorta al di sopra delle mura difensive. L'astratta allegoria era rinforzata di rituali religiosi della vita reale, quando la cattedrale assumeva il ruolo biblico di Tempio di Gerusalemme:
(Peter Petreius)
(Legenda della Mappa di Mosca di Pietro, 1597, come riprodotta nell'Atlas Maior)
L'ultima processione dell'asino (in russo хождение на осляти?) avvenne nel 1693. Michail Kudrjavcev notò come tutte le Processioni della Croce (in russo Крестный ход?) dell'epoca cominciavano, secondo la descrizione di Petreius, dalla Cattedrale della Dormizione, passavano poi attraverso la Porta del Salvatore e terminavano nella Cattedrale della Trinità. Per queste processioni, il Cremlino stesso divenne un tempio all'aperto, correttamente orientato che, partendo dal proprio "nartece" (la Piazza delle Cattedrali) a ovest, attraversava le porte reali e giungeva al "santuario" (la Cattedrale della Trinità) a est.

### Fulcro urbano

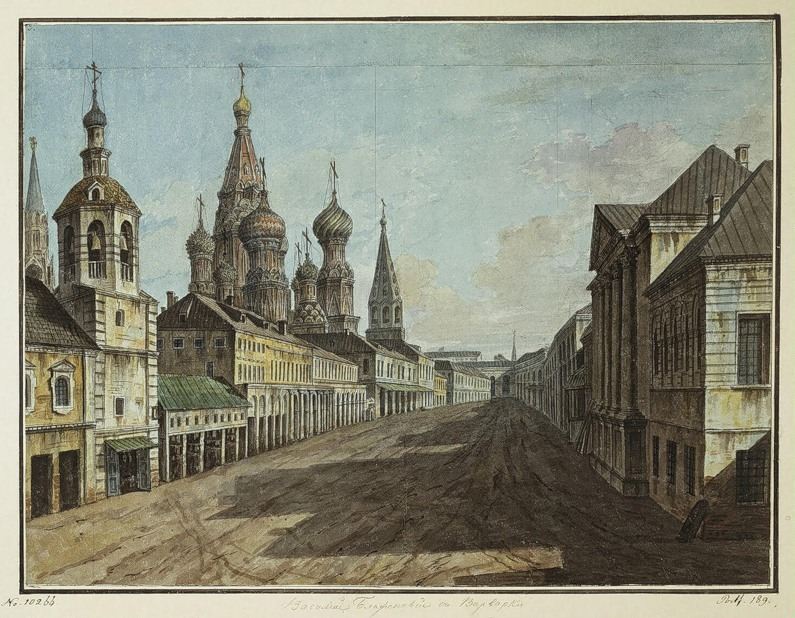
La mole della Cattedrale dell'Intercessione incombe sulle strade di Zarjad'e, Fëdor Alekseev, 1802.

La tradizione chiama il Cremlino il centro di Mosca, ma il centro geometrico dell'anello dei giardini, derivato dalle fortificazioni dello Skorodom (in russo Скородом?) coincideva, alla fine del XVI secolo, con la Cattedrale, esterna alle mura del Cremlino. Pëtr Goldenberg (1902-1971), che rese popolare questa nozione nel 1947, guardava ancora al Cremlino come l'origine del sistema radiocentrico di Mosca, a differenza della prima proposta di Aleksander Čajanov che non vedeva così strettamente concentrico il sistema urbano moscovita.
Durante gli anni sessanta del Novecento, Gennadij Mokeev (nato nel 1932) formulò un diverso concetto della crescita storica di Mosca. Secondo Mokeev, la Mosca medievale, costretta dai limiti naturali della Moscova e della Neglinnaja, si sviluppò principalmente verso nord-est, verso il posad di Kitaj-gorod e oltre. La strada principale che connette il Cremlino con Kitaj-gorod passava attraverso la Porta del Salvatore, e immediatamente dopo si apriva almeno in due strade radiali (le attuali vie Il'inka e Varvarka) che formavano la piazza del mercato centrale. Durante il XIV secolo la città era ampiamente contenuta tra due fuochi, Il Cremlino e Kitaj-gorod, separati da un mercato, ma entro la fine del secolo, la città si era espansa oltre, lungo l'asse nord-orientale. Anche due poli secondari a ovest e a sud generarono una propria rete stradale, ma il loro sviluppo fu sempre in ritardo, fino almeno al Periodo dei torbidi.
La decisione dello zar Ivan di costruire la cattedrale vicino alla Porta del Salvatore decretò la predominanza del polo orientale con una maggior connotazione verticale, e inserì un perno equidistante fra il Cremlino e Kitaj-gorod, all'interno della precedente amorfa piazza del mercato. La cattedrale era la chiesa principale del posad, ma allo stesso tempo era percepito come un avamposto del Cremlino verso il posad stesso, una specie di messaggero personale dello zar in grado di raggiungere le masse senza la mediazione di clero e boiardi. Era completata dalla vicina Lobnoe Mesto, una piattaforma preparata appositamente per le comunicazioni pubbliche dello zar menzionata per la prima volta nelle cronache nel 1547 e ricostruita in pietra durante il periodo 1597–1598. Conrad Bussow, descrivendo il trionfo del Falso Dimitri I di Russia, scrisse che il 3 giugno 1606 "poche migliaia di uomini frettolosamente si riunirono e seguirono il boiardo con la lettera dell'impostore attraverso tutta Mosca fino alla chiesa principale, che chiamano Gerusalemme e si trova vicino alle porte del Cremlino, lo innalzarono sulla Lobnoe Mesto, chiamarono i moscoviti, lessero la lettera e ascoltarono la spiegazione orale del boiardo."

## Incendi e rinnovamenti

### 1583–1593
L'originale Cattedrale della Trinità bruciò nel 1583 e venne riparata entro il 1593. Il decimo santuario, dedicato a Basilio il Benedetto (1460ca.-1552), venne aggiunto nel 1588 vicino al santuario nordorientale dei Tre Patriarchi. Un altro locale stolto in Cristo, Ivan il Benedetto, fu seppellito all'interno della chiesa nel 1589; un santuario in sua memoria venne ricavato nel 1672 all'interno dell'arcata sudorientale.
La volta del Santuario di San Basilio serve come punto di riferimento per la valutazione della qualità della tecnica costruttiva in laterizio - e per l'ingegneria in generale - a Mosca. In quanto una delle prime volte appartenenti a questa tipologia, essa rappresenta il livello di conoscenza costruttiva che raggiunse il culmine un decennio dopo nella chiesa della Trinità di Chorošovo (completata nel 1596). Tale abilità si perse durante il Periodo dei torbidi; gli edifici della prima metà del XVII secolo palesavano la mancanza della definizione delle costruzioni risalenti al tardo XVI, e compensavano questa perdita tecnologica con murature più spesse e volte più pesanti.

### 1680–1683

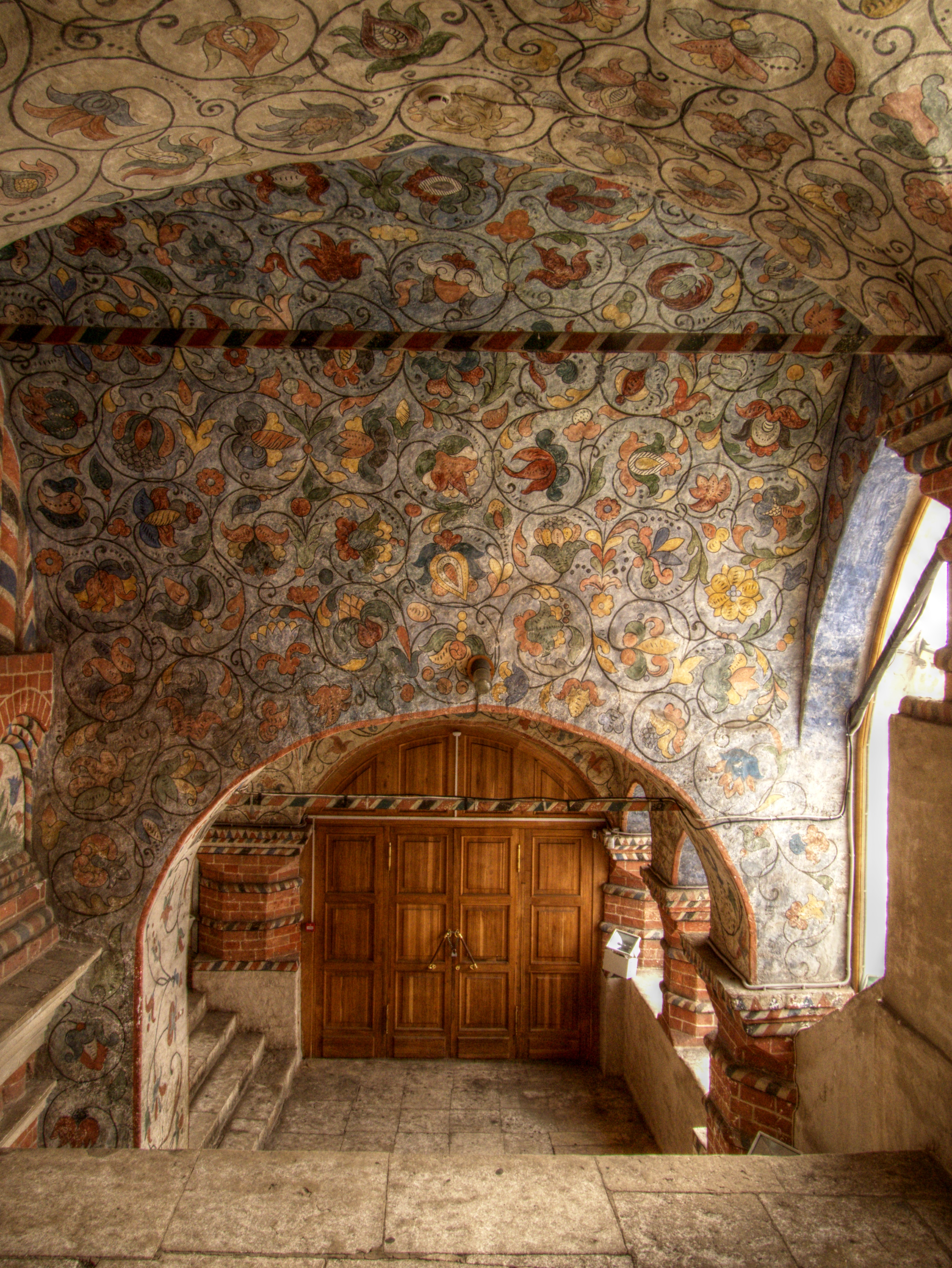
Dipinti murali nelle gallerie

Il secondo, e più significativo, periodo di rinnovamento ed espansione risale agli anni 1680-1683. Le nove chiese mantennero in sé la loro apparenza, ma le aggiunte alle gallerie del pian terreno e alla piattaforma del primo piano furono così profonde che Nikolaj Brunov considerò la cattedrale rinnovata come un nuovo edificio e un'opera indipendente, che semplicemente incorporava la "vecchia" Cattedrale della Trinità. Quello che inizialmente era un gruppo di nove chiese indipendenti poggianti su una comune piattaforma divenne un tempio unico.
Le precedentemente aperte arcate del piano terreno vennero tamponate con muri in laterizio; il nuovo locale ospitava altari dalle tredici chiese in legno erette in precedenza sul sito delle esecuzioni di Ivan nella Piazza Rossa. Le coperture in legno poste al di sopra della piattaforma del primo piano e delle scale (la principale causa dei frequenti incendi) vennero ricostruite in laterizio, creando le attuali gallerie avvolgenti e i tetti spioventi al di sopra dei portici e dei vestiboli.
Il vecchio campanile staccato fu demolito; il suo basamento quadrato venne utilizzato per una nuova torre campanaria. L'alto singolo tetto a tenda di questa torre, costruito secondo lo stile vernacolare tipico del regno di Alessio I di Russia, significativamente cambiò l'aspetto della cattedrale, aggiungendo un forte contrappeso asimmetrico alla cattedrale stessa. L'effetto è particolarmente pronunciato sulle facciate meridionale e orientale (viste dal quartiere Zarjad'e), sebbene la torre sia grande a sufficienza per esser vista anche da ovest.
I primi murali ornamentali apparvero nella cattedrale all'incirca nello stesso periodo: in principio furono principalmente ornamenti floreali all'interno delle nuove gallerie; le torri mantennero invece la propria tessitura laterizia originale. Infine, nel 1683, la cattedrale fu adornata da una cornice in piastrelle, sulle tinte del blu e del giallo, rappresentante una storia scritta della cattedrale scritta in caratteri Proto-slavi.

### 1737–1784
Nel 1737 la cattedrale venne danneggiata da un incendio devastante e successivamente restaurata da Ivan Fëdorovič Mičurin.. Le iscrizioni apposte nel 1683 furono rimosse durante i restauri del 1761-1784. Vennero dipinti anche i primi affreschi figurativi all'interno delle chiese; tutti i muri esterni e interni dei primi due piani furono ricoperti con ornamenti floreali. La torre campanaria fu connessa con la cattedrale tramite un collegamento al piano terreno; Gli ultimi archi rimasti aperti del vecchio piano terreno furono tamponati durante lo stesso lasso di tempo, cancellando l'ultima traccia di dell'antica piattaforma aperta supportante le nove chiese della Gerusalemme di Ivan.

### 1800–1848

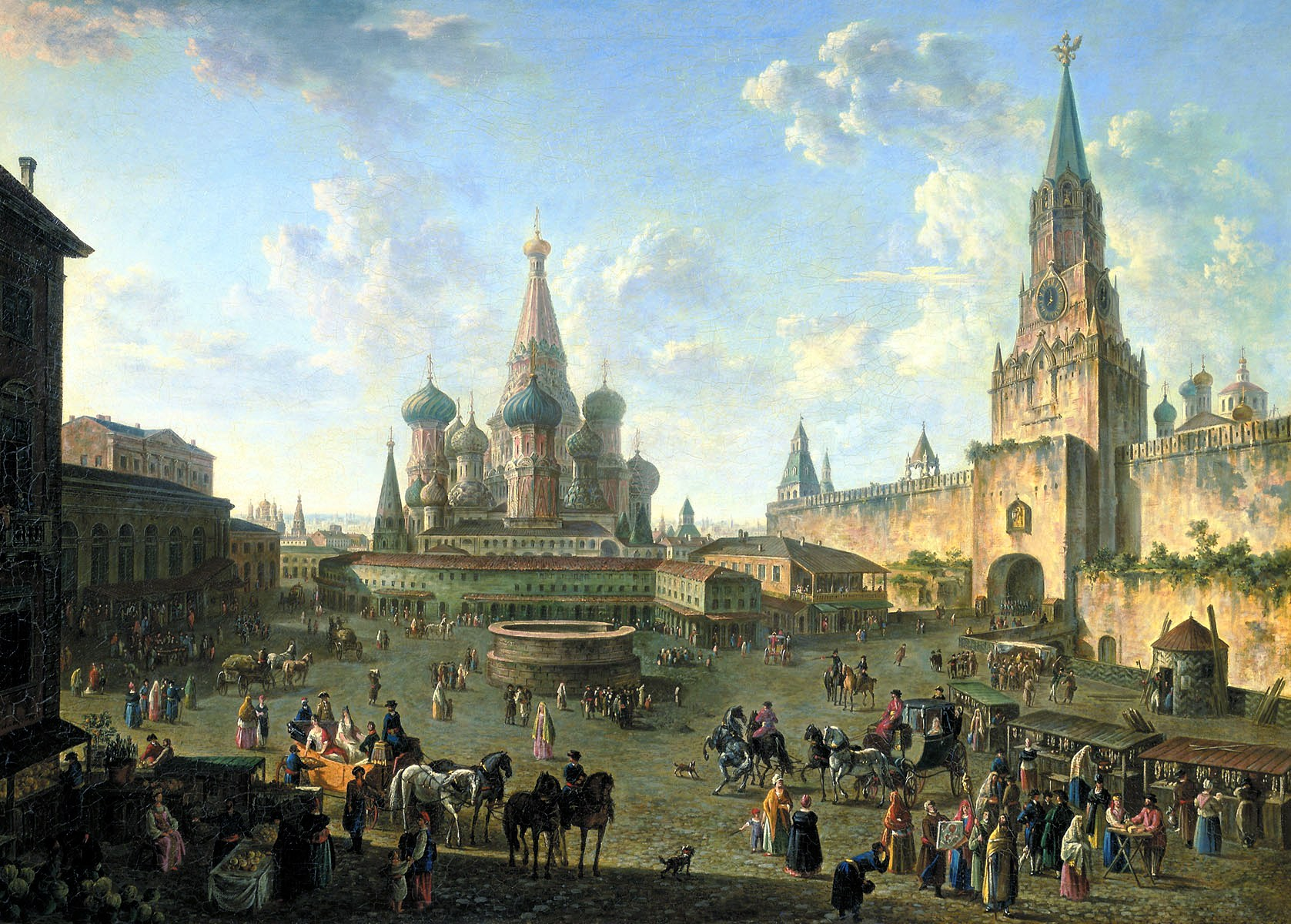
La Piazza Rossa prima del grande incendio del 1812, Fëdor Alekseev, 1802

I quadri della Piazza Rossa eseguiti da Fëdor Alekseev tra il 1800 e il 1802 mostrano come all'epoca la cattedrale fosse racchiusa all'interno di un apparentemente caotico grappolo di edifici commerciali; file di negozi "avevano trasformato la Piazza Rossa, in un recinto chiuso e oblungo." Nel 1800 lo spazio tra le mura del Cremlino e la cattedrale era ancora occupato da un fossato precedente ancora la costruzione della cattedrale stessa. Il fossato fu riempito durante i preparativi per l'incoronazione di Alessandro I nel 1801.
Le truppe francesi che durante la Campagna di Russia occuparono Mosca nel 1812 usarono la cattedrale come stalla e presero con sé qualsiasi cosa di cui ne valesse la pena. La cattedrale fu risparmiata dall'incendio del 1812 che rase al suolo Kitaj-gorod e dal tentativo dei napoleonici di distruggerla, come da ordine di Napoleone stesso. Gli interni furono restaurati nel 1813, e gli esterni nel 1816. Al posto di rimpiazzare le piastrelle in ceramica mancanti nella tenda principale, la Chiesa preferì ricoprirla con un tetto di stagno.
Il destino dell'ambiente immediatamente circostante la cattedrale è stato oggetto di discussione da parte dei pianificatori urbani sin dal 1813. L'architetto di origine scozzese William Heste propose di pulire lo spazio circostante tutti i lati della cattedrale e tutta la via fino alla Moscova: la commissione ufficiale guidata da Fëdor Vasil'evič Rostopčin e Michail Cicianov si trovò in accordo solamente sul lasciar libero lo spazio compreso tra la cattedrale e la Lobnoe Mesto. Il piano di Heste avrebbe potuto trasformare radicalmente la città, ma a questo vennero opposti i piani adottati da Alessandro I nel dicembre del 1817 (la specifica decisione di liberare le macerie circostanti la cattedrale fu presa nel 1816).
Ciononostante, l'attuale riorganizzazione portò alla rimozione delle macerie e alla creazione della piazza Vasil'evskaja (di San Basilio) tra la cattedrale e le mura del Cremlino, dopo la rasatura della cima della collina del Cremlino stesso tra la cattedrale e la Moscova. la Piazza Rossa fu aperta verso il fiume, "San Basilio di conseguenza coronò la collinetta decapitata". Venne costruita una terrazza in pietra che separava la cattedrale dalla pavimentazione della via Moskvoreckaja; il lato meridionale di tale terrazza fu completato nel 1834. Restauri minori continuarono fino al 1848, quando le cupole assunsero l'attuale colorazione.

### 1890–1915

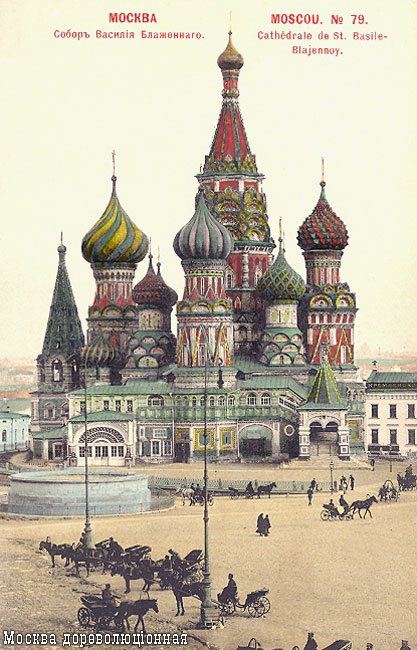
Cartolina, inizio del XX secolo.

Le società di conservazione monitorarono lo stato di salute della cattedrale e invocarono interventi di restauro durante gli anni ottanta e novanta del XIX secolo, interventi che furono regolarmente procrastinati per mancanza di fondi. La cattedrale non era gestita da una propria congregazione e viveva esclusivamente di donazioni pubbliche; le autorità nazionali a San Pietroburgo e quelle locali a Mosca negavano i finanziamenti dai bilanci statali e municipali. Nel 1899 Nicola II di Russia ammise riluttante che la spesa per i restauri era una spesa necessaria da effettuare, ma ancora una volta tutti gli uffici municipali e statali, incluso il Santo Sinodo, negarono i finanziamenti. Il restauro, guidato da Andrej Pavlinov (morto nel 1898) e Sergej Solovëv, si trascinarono dal 1896 al 1909; in totale, i conservatori riuscirono a racimolare circa 100 000 rubli.
Il restauro incominciò con la sostituzione della copertura delle cupole. Solovëv rimosse la copertura in stagno sulla tenda principale installata durante gli anni dieci dell'Ottocento e trovò numerose piastrelle originali mancanti e altrettante scolorite; dopo un lungo dibattito l'intero set di piastrelle presente sulla copertura fu rimosso e sostituito da nuove ceramiche. Un'altra decisione controversa permise l'utilizzo di mattoni standard, più piccoli di quelli in uso nel XVI secolo. I restauratori decisero inoltre che le pitture del XIX secolo avrebbero dovuto essere rimpiazzate con una "ricreazione veritiera" di motivi storici, ma queste sarebbero stati ricavati studiando miniature medievali. Alla fine Solovëv e i suoi aiutanti scelsero una combinazione di rosso e verde scuri che si è mantenuta fino a oggi.
Nel 1908 nella cattedrale fu installato un sistema di riscaldamento ad aria che, a causa delle perdite di calore lungo le condutture eccessivamente lunghe, si rivelò in grado di riscaldare solamente i santuari orientali e settentrionali. Nel 1913 questo sistema fu completato con un sistema di riscaldamento ad acqua, in grado di servire anche il resto della cattedrale.

### 1918–1941
Durante la prima guerra mondiale la cattedrale venne guidata dal Protoiereus (carica paragonabile a quella dell'arcivescovo) Ioann Vostorgov, predicatore nazionalista e uno dei leader dell'Unione del Popolo Russo (in russo Союз Русского Народа?. Vostrogov venne arrestato dai Bolscevichi nel 1918 con l'accusa di "appropriazione indebita" delle proprietà della chiesa nazionalizzate, e giustiziato nel 1919. La cattedrale divenne nel 1923 pubblico museo, e fino al 1929 vi si continuò a celebrare messa.
Gli urbanisti sovietici ipotizzarono anche l'idea di demolire l'edificio dopo i funerali di Lenin. Durante la prima metà degli anni trenta del XX secolo, la chiesa si pose come un ostacolo ai piani urbanistici dell'epoca di Stalin, eseguiti tramite il leader moscovita del partito Lazar' Moiseevič Kaganovič, "lo spirito che mosse la ricostruzione della capitale". Il conflitto tra conservatori, in particolare l'architetto e restauratore Pëtr Dmitrievič Baranovskij, e l'amministrazione, continuò fino al 1936. Pare che l'urbanista-capo di Stalin, l'architetto Vladimir Semënov, abbia osato "bloccare il gomito di Stalin quando il leader prese in mano il modellino della cattedrale per vedere come la Piazza Rossa sarebbe apparsa senza di quella" e sia stato perciò sostituito dal funzionario Sergej Černijšov. Nell'autunno del 1933 la cattedrale fu tolta dall'elenco del patrimonio culturale russo. Baranovskij fu convocato per un'ultima dichiarazione al riguardo della demolizione e venne arrestato per le sue obiezioni. Mentre questi scontava la pena nel Gulag, la tendenza comunque cambiò, e dal 1937 anche gli innovatori più intransigenti cominciarono ad ammettere che la cattedrale avrebbe dovuto essere risparmiata. Nella primavera del 1939 la cattedrale venne chiusa, probabilmente poiché la sua demolizione era ritornata in agenda, ma, a ogni modo, la pubblicazione del libro di Dmitrij Suchov del 1941 riguardante uno studio della cattedrale curato negli anni 1939 e 1940 pare contrastare questa teoria.

### 1947-oggi
Nei primi anni dopo la seconda guerra mondiale i restauratori ripristinarono le antiche arcate e i pilastri che supportavano la piattaforma del primo piano, ripulirono i soffitti voltati e a cassettoni delle gallerie e rimossero gli "antistorici" affreschi risalenti al XIX secolo dipinti all'interno delle chiese. Un altro ciclo di restauri, curato da Nikolaj Sobolev tra il 1954 e il 1955, restaurò l'originale decorazione imitante i corsi in laterizio e permise ai restauratori di osservare l'interno dell'antica muratura, scoprendo la struttura lignea posta al suo interno. Durante gli anni sessanta del Novecento, la copertura in stagno delle cupole venne rimpiazzata con una in rame.
L'ultimo intervento di rinnovamento sulla cattedrale si è concluso nel settembre 2008 con l'apertura del restaurato Santuario di Sant'Aleksander Svirskij.